# Geoffrey Theodore Garratt
Geoffrey Theodore Garratt (* 7. November 1888 in The Grange, Little Tew, Oxfordshire; † 28. April 1942 in Pembroke Dock, Wales) war ein britischer Journalist und Publizist.

## Leben und Tätigkeit
Geoffrey Theodore Garratt war der sechste und jüngste Sohn des Vikars Charles Foster Garratt (1837–1925) und seiner Frau Agney Mary, geb. Percival.
Garratt wurde an der Rugby School und am Hertford College der Universität Oxford ausgebildet. Nach seinem Examen trat er 1912 in den britischen Kolonialdienst ein. Von 1913 bis 1923 wurde Garratt im Indian Colonial Service (ICS), der britischen Kolonialverwaltung in Indien verwendet (offizielle Bezeichnung: assistant collr. and magistrate) (Dienstantritt in Bombay am 15. November 1923). Unterbrochen wurde seine Tätigkeit in Indien durch die Teilnahme am Ersten Weltkrieg, in dem er von 1916 bis 1918 mit der Indian Cavalry zum Einsatz kam.
Garratt verließ den Kolonialdienst 1923 aus Protest gegen die Ausgabenpolitik der britischen Kolonialverwaltung, die Anfang der 1920er Jahre trotz einer grassierenden Hungersnot in ihrem Zuständigkeitsgebiet erhebliche Summen aufwendete, um herrschaftliche neue Verwaltungsgebäude zu errichten, anstatt diese in die Versorgung der Bevölkerung zu investieren. Er kehrte nach England zurück, wo er die Bewirtschaftung eines Bauernhofs bei Barrington übernahm und sich als freischaffender Journalist und Schriftsteller zu betätigen begann.
Als Schriftsteller verfasste Garratt zahlreiche Sachbücher, die sich zunächst mit der Landwirtschaft, der britischen Arbeiterbewegung und der Labour Party als ihrer Vertretung sowie den Verhältnissen in Indien befassten. In der zweiten Hälfte der 1930er richtete er sein Augenmerk in seinen Schriften vor allem auf die von den faschistischen Diktatoren in Deutschland und Italien sowie ihren Regimen ausgehende Bedrohung.
Als Journalist ging Garratt zeitweise als Korrespondent für die Westminster Gazette nach Berlin. Später wechselte er zum Manchester Guardian für den er aus Äthiopien (1936) und Finnland (1940) berichtete.
Politisch gehörte Garratt der Labour Party an. Für diese kandidierte er in den 1920er und 1930er Jahren mehrfach erfolglos bei Wahlen zum House of Commons: 1924, 1929 und 1931 bewarb er sich um den Sitz für die Grafschaft Cambridgeshire, 1935 um den Sitz für Wrekin und 1937 um den für Plymouth Drake. Außerdem war er ehrenamtlicher Sekretär der Agrarwirtschaftlichen Ausschusses der Labour Party.
Von 1937 bis 1938 leitete Garratt als ehrenamtlicher Verwalter (honorary Administrator) den vereinigten nationalen Ausschuss zur Unterstützung der republikanischen Seite im Spanischen Bürgerkrieg (National Joint Committee for Spanish Relief in Eastern Spain).
Auch seinem alten Wirkungsgebiet, der britischen Kolonie Indien blieb Garratt verbunden: Er reiste mehrfach zur Organisierung von wohltätigen Projekten nach Bengalen. 1931 nahm er außerdem als politischer Sekretär an der Indian Round Table Conference teil.
Bei Ausbruch des Zweiten Weltkriegs meldete Garratt sich zur britischen Armee. Wie es damals bei Personen, die als stark linksgerichtet galten – Garratt wurden Sympathien für die russische Revolution und die Sowjetunion zugeschrieben – sowie bei nicht-britischen Freiwilligen in der britischen Armee üblich war dem Pionierkorps zugeteilt.
Von den nationalsozialistischen Polizeiorganen wurde Garratt – der sich durch seine Schriften als scharfer Gegner des NS-Systems exponiert hatte – als Staatsfeind eingestuft: Im Frühjahr 1940 setzte das Reichssicherheitshauptamt ihn auf die Sonderfahndungsliste G.B., ein Verzeichnis von Personen, die im Falle einer erfolgreichen deutschen Invasion Großbritanniens durch die Sonderkommandos der SS-Einsatzgruppen mit besonderer Priorität ausfindig gemacht und verhaftet werden sollten.
Garratt starb am 28. April 1942, im Rang eines Majors stehend, während eines Unfalls im Laufe einer militärischen Schulung/Vorführung in einem Kellerraum einer der Kaserne Pembroke Barracks: Als Garratt neunzehn Pionieren und Ingenieuren den Gebrauch von scharfem Sprengstoff demonstrierten wollte, kam es zur Explosion von zwei Minen, die ihn und siebzehn weitere Personen sofort tötete, die neunzehnte Person starb am folgenden Tag an ihren Verletzungen. Aufgrund der während des Krieges bestehenden Zensur wurde über den Vorfall nicht in der Presse berichtet.
Garratt wurde auf dem Militärfriedhof in Pembroke Dock beigesetzt.

## Familie
1920 heiratete Garrett Anne Beryl Benthall.

## Schriften
- The Farmer and the Labour Party. Fair Reward for All, 1928.
- Hundred Acre Farm, 1928.
- The Organisation of Farming, 1930.
- The Mugwumps and the Labour Party, 1932.
- Lord Brougham, 1935.
- The Two Mr. Glastones, 1936.
- An Indian Commentary, 1937.
- Mussolini's Roman Empire, 1938.
- The Shadow of the Swastika, 1938.
- The Air Defence of Britain, 1938.
- Gibraltar and the Mediterranean, 1939.
- Europe's Dance of Death, London 1940. (in den Vereinigten Staaten veröffentlicht als What Has Happend to Europe, 1940)